# Dries Jans
Dries Jans (Den Haag, 17 november 1927 – Zwolle, 24 november 2017) was een Nederlands voetballer.

## Biografie
Jans kwam aanvankelijk uit voor VCS Den Haag. Na de Tweede Wereldoorlog verhuisde hij naar Zwolle en meldde hij zich aan bij PEC. Tussen 1947 en 1950 werd Jans op uitzending gestuurd naar Nederlands-Indië en werd zijn voetballoopbaan onderbroken. Tussen 1950 en 1960 kwam hij opnieuw uit voor PEC.
Jans was de vader van voetballer en voetbaltrainer Ron Jans. Hij overleed in 2017 op 90-jarige leeftijd.

## Clubstatistieken
| Seizoen         | Club                             | Land                             | Competitie                       | Competitie                       | Competitie                       | Beker                            | Beker                            | Internationaal                   | Internationaal                   | Overig                           | Overig                           | Totaal                           | Totaal                           |
| Seizoen         | Club                             | Land                             | Competitie                       | Wed.                             | Dlp.                             | Wed.                             | Dlp.                             | Wed.                             | Dlp.                             | Wed.                             | Dlp.                             | Wed.                             | Dlp.                             |
| --------------- | -------------------------------- | -------------------------------- | -------------------------------- | -------------------------------- | -------------------------------- | -------------------------------- | -------------------------------- | -------------------------------- | -------------------------------- | -------------------------------- | -------------------------------- | -------------------------------- | -------------------------------- |
| 1942/43         | VCS Den Haag                     | Nederland                        | Tweede klasse                    | –                                | –                                | –                                | –                                | –                                | –                                | –                                | –                                | –                                | –                                |
| 1943/44         | VCS Den Haag                     | Nederland                        | Tweede klasse                    | –                                | –                                | –                                | –                                | –                                | –                                | –                                | –                                | –                                | –                                |
| 1944/45         | Geen competitie                  | Geen competitie                  | Geen competitie                  | Geen competitie                  | Geen competitie                  | Geen competitie                  | Geen competitie                  | Geen competitie                  | Geen competitie                  | Geen competitie                  | Geen competitie                  | Geen competitie                  | Geen competitie                  |
| 1945/46         | PEC                              | Nederland                        | Eerste klasse                    | –                                | –                                | –                                | –                                | –                                | –                                | –                                | –                                | –                                | –                                |
| 1946/47         | PEC                              | Nederland                        | Tweede klasse                    | –                                | –                                | –                                | –                                | –                                | –                                | –                                | –                                | –                                | –                                |
| 1947/48         | Uitzending naar Nederlands-Indië | Uitzending naar Nederlands-Indië | Uitzending naar Nederlands-Indië | Uitzending naar Nederlands-Indië | Uitzending naar Nederlands-Indië | Uitzending naar Nederlands-Indië | Uitzending naar Nederlands-Indië | Uitzending naar Nederlands-Indië | Uitzending naar Nederlands-Indië | Uitzending naar Nederlands-Indië | Uitzending naar Nederlands-Indië | Uitzending naar Nederlands-Indië | Uitzending naar Nederlands-Indië |
| 1948/49         | Uitzending naar Nederlands-Indië | Uitzending naar Nederlands-Indië | Uitzending naar Nederlands-Indië | Uitzending naar Nederlands-Indië | Uitzending naar Nederlands-Indië | Uitzending naar Nederlands-Indië | Uitzending naar Nederlands-Indië | Uitzending naar Nederlands-Indië | Uitzending naar Nederlands-Indië | Uitzending naar Nederlands-Indië | Uitzending naar Nederlands-Indië | Uitzending naar Nederlands-Indië | Uitzending naar Nederlands-Indië |
| 1949/50         | Uitzending naar Nederlands-Indië | Uitzending naar Nederlands-Indië | Uitzending naar Nederlands-Indië | Uitzending naar Nederlands-Indië | Uitzending naar Nederlands-Indië | Uitzending naar Nederlands-Indië | Uitzending naar Nederlands-Indië | Uitzending naar Nederlands-Indië | Uitzending naar Nederlands-Indië | Uitzending naar Nederlands-Indië | Uitzending naar Nederlands-Indië | Uitzending naar Nederlands-Indië | Uitzending naar Nederlands-Indië |
| 1950/51         | PEC                              | Nederland                        | Tweede klasse                    | –                                | –                                | –                                | –                                | –                                | –                                | –                                | –                                | –                                | –                                |
| 1951/52         | PEC                              | Nederland                        | Tweede klasse                    | –                                | –                                | –                                | –                                | –                                | –                                | –                                | –                                | –                                | –                                |
| 1952/53         | PEC                              | Nederland                        | Tweede klasse                    | –                                | –                                | –                                | –                                | –                                | –                                | –                                | –                                | –                                | –                                |
| 1953/54         | PEC                              | Nederland                        | Tweede klasse                    | –                                | –                                | –                                | –                                | –                                | –                                | –                                | –                                | –                                | –                                |
| 1954/55         | PEC                              | Nederland                        | Tweede klasse                    | –                                | –                                | –                                | –                                | –                                | –                                | –                                | –                                | –                                | –                                |
| 1955/56         | PEC                              | Nederland                        | Eerste klasse                    | –                                | –                                | –                                | –                                | –                                | –                                | –                                | –                                | –                                | –                                |
| 1956/57         | PEC                              | Nederland                        | Tweede divisie A                 | –                                | 7                                | 1                                | 0                                | –                                | –                                | –                                | –                                | –                                | 7                                |
| 1957/58         | PEC                              | Nederland                        | Tweede divisie B                 | –                                | 1                                | 1                                | 0                                | –                                | –                                | –                                | –                                | –                                | 1                                |
| 1958/59         | PEC                              | Nederland                        | Tweede divisie B                 | –                                | 1                                | –                                | 0                                | –                                | –                                | –                                | –                                | –                                | 1                                |
| 1959/60         | PEC                              | Nederland                        | Tweede divisie B                 | –                                | 2                                | –                                | –                                | –                                | –                                | –                                | –                                | –                                | 2                                |
| Carrière totaal | Carrière totaal                  | Carrière totaal                  | Carrière totaal                  | –                                | 11                               | –                                | 0                                | –                                | –                                | –                                | –                                | –                                | 11                               |

## Erelijst
Met  PEC
| Nationaal              |    |         |
| Kampioen Tweede Klasse | 1x | 1954/55 |